# Sinai Planum
Sinai Planum es una formación geológica de tipo meseta en la superficie del cuadrángulo de Coprates y del cuadrángulo de Phoenicis Lacus en Marte, localizada con el sistema de coordenadas planetocéntricas a -7.34° latitud N y 279.9° longitud E, que mide 901.44 km de diámetro. El nombre fue aprobado por la Unión Astronómica Internacional en 1973 y hace referencia a una de las características de albedo en Marte.